# Jimmal Ball
Jimmal Ball (Canton, Ohio, 21 de agosto de 1978) es un exbaloncestista estadounidense nacionalizado francés que jugó catorce temporadas como profesional en Europa, trece de ellas en Francia. Con 1,78 metros de estatura, jugaba en la posición de base.

## Trayectoria deportiva

### Universidad
Jugó cuatro temporadas con los Zips de la Universidad de Akron, en las que promedió 14,7 puntos, 3,8 rebotes, 3,7 asistencias y 2,3 robos de balón por partido. En su primera temporada fue elegido novato del año de la Mid-American Conference e incluido en el segundo mejor quinteto de la conferencia, galardón este último que repetiría en 1999. Disputó 107 partidos con los Zips, siendo titular en 106 de ellos. Acabó como sexto máximo anotrador de la historia del equipo, con 1577 puntos, el segundo mejor asistente, con 391, y el mejor con los robos de balón, con 242.

### Profesional
Tras no ser elegido en el Draft de la NBA de 2000, fichó por el Chorale Roanne Basket de la Pro B francesa, donde jugó dos temporadas, promediando en la segunda de ellas 21,5 puntos, 6,5 rebotess y 5,4 asistencias por partido.
La temporada siguiente marchó a jugar al BSG Ludwigsburg de la Basketball Bundesliga alemana, donde jugó un año en el que promedió 16,2 puntos y 4,2 asistencias por partido. Regresó al año siguiente al Chorale Roanne Basket, aunque acabó la temporada en el KB Prishtina, equipo con el que conquistó la Superliga de Kosovo.
En 2004 regresó a Francia para fichar por el Cholet Basket de la Pro A, equipo con el que, en su primera temporada, jugando como titular indiscutible promedió 13,8 puntos y 4,5 asistencias por partido.
En 2006 firmó con el Jeanne d'Arc Vichy de nuevo en la Pro B, equipo con el que consiguió el ascenso de nuevo a Pro A, ayudando con 14,9 puntos y 5,9 asistencias por partido. Fue elegido mejor jugador extranjero de la competición. Al año siguiente, ya en la máxia competición, promedió 14,9 puntos y 3,0 asistencias por encuentro.
En julio de 2008 fichó por el Paris-Levallois Basket por tres temporadas, cumpliendo la primera de nuevo en Pro B, y de nuevo proclamándose mejor jugador del campeonato, en este caso francés, ya que había obtenido la nacionalidad. Promedió 11,8 puntos y 4,7 asistencias por partido. Jugó dos temporadas más en la máxima categoría, pero acabaría perdiendo la titularidad.
En 2011, ya con 33 años, fichó por el Saint-Quentin Basket-Ball, entonces en la NM1, el tercer nivel del baloncesto francés. Consiguen en esa temporada el título de liga y el ascenso a la Pro B, con Ball colaborando con 12,5 puntos y 4,5 asistencias por partido. Jugó una temporada y media más en el equipo, retirándose tras una lesión en enero de 2014.